# 22144 Лінмічелс
22144 Лінмічелс (22144 Linmichaels) — астероїд головного поясу, відкритий 1 листопада 2000 року.
Тіссеранів параметр щодо Юпітера — 3,527.